# Goodwood Cup
Groupe 1
La Goodwood Cup est une course hippique de plat qui se déroule sur l'hippodrome de Goodwood, en Angleterre. 

## Caractéristiques et histoire
C'est une épreuve réservée aux chevaux de 3 ans et plus, qui se court sur 3 200 mètres lors du Glorious Goodwood meeting, fin juillet début août. L'allocation s'élève à £ 500 000. 
Créée en 1808, à l'origine sur 3 miles (environ 4 800 mètres), elle est classée groupe 2 lors de la création du système des groupes en 1971. Rétrogradée en groupe 3 à partir de 1985, elle retrouve son statut en 1995, alors que la distance a été fixée à 3 200 mètres depuis 1991, et elle est promue groupe 1 en 2017. S'adressant aux spécialistes des longues distances, cette course est la deuxième manche de la Triple Couronne des Stayers, après la Gold Cup et avant la Doncaster Cup. Le champion Stradivarius en détient le record absolu de victoires avec cinq succès entre 2017 et 2020, ces quatre titres constituant le record de victoires consécutives dans un groupe 1 en Europe. 

## Palmarès depuis 2000
| Année                       | Vainqueur        | S/A  | Pays        | Père               | Jockey            | Entraîneur         | Propriétaire                  | Temps   |
| --------------------------- | ---------------- | ---- | ----------- | ------------------ | ----------------- | ------------------ | ----------------------------- | ------- |
| 2025                        | Scandinavia      | M.3  | Irlande     | Justify            | Wayne Lordan      | Aidan O'Brien      | Coolmore                      | 3'27"96 |
| 2024                        | Kyprios          | M.6  | Irlande     | Galileo            | Ryan Moore        | Aidan O'Brien      | Moyglare Stud Farm & Coolmore | 3'21"53 |
| 2023                        | Quickthorn       | H.6  | Royaume-Uni | Nathaniel          | Tom Marquand      | Hughie Morrison    | Lady Blyth                    | 3'33"65 |
| 2022                        | Kyprios          | M.4  | Irlande     | Galileo            | Ryan Moore        | Aidan O'Brien      | Moyglare Stud Farm & Coolmore | 3'26"84 |
| 2021                        | Trueshan         | H.5  | Royaume-Uni | Planteur           | Hollie Doyle      | Alan King          | Singula Partnership           | 3'37"05 |
| 2020                        | Stradivarius     | M.6  | Royaume-Uni | Sea The Stars      | Frankie Dettori   | John Gosden        | Bjorn Nielsen                 | 3'35"07 |
| 2019                        | Stradivarius     | M.5  | Royaume-Uni | Sea The Stars      | Frankie Dettori   | John Gosden        | Bjorn Nielsen                 | 3'29"11 |
| 2018                        | Stradivarius     | M.4  | Royaume-Uni | Sea The Stars      | Andrea Atzeni     | John Gosden        | Bjorn Nielsen                 | 3'30"56 |
| 2017                        | Stradivarius     | M.3  | Royaume-Uni | Sea The Stars      | Andrea Atzeni     | John Gosden        | Bjorn Nielsen                 | 3'25"47 |
| Éditions classées Groupe II |                  |      |             |                    |                   |                    |                               |         |
| 2016                        | Big Orange       | H.5  | Royaume-Uni | Duke of Marmalade  | Jamie Spencer     | Michael Bell       | Bill Gredley                  | 3'24"93 |
| 2015                        | Big Orange       | H.4  | Royaume-Uni | Duke of Marmalade  | Jamie Spencer     | Michael Bell       | Bill Gredley                  | 3'24"85 |
| 2014                        | Cavalryman       | M.8  | Royaume-Uni | Halling            | Kieren Fallon     | Saeed bin Suroor   | Godolphin                     | 3'27"07 |
| 2013                        | Brown Panther    | M.5  | Royaume-Uni | Shirocco           | Richard Kingscote | Tom Dascombe       | Andrew Black & Michael Owen   | 3'22"79 |
| 2012                        | Saddler's Rock   | M.4  | Royaume-Uni | Sadler's Wells     | Johnny Murtagh    | John Oxx           | Michael O'Flynn               | 3'30"83 |
| 2011                        | Opinion Poll     | M.5  | Royaume-Uni | Halling            | Frankie Dettori   | Mahmood Al Zarooni | Godolphin                     | 3'23"85 |
| 2010                        | Illustrious Blue | M.7  | Royaume-Uni | Dansili            | Jim Crowley       | William Knight     | I. H. Bendelow                | 3'22"35 |
| 2009                        | Schiaparelli     | M.6  | Allemagne   | Monsun             | Frankie Dettori   | Saeed bin Suroor   | Godolphin                     | 3'25"18 |
| 2008                        | Yeats            | M.7  | Irlande     | Sadler's Wells     | Johnny Murtagh    | Aidan O'Brien      | Sue Magnier & Diane Nagle     | 3'25"75 |
| 2007                        | Allegretto       | F.4  | Royaume-Uni | Galileo            | Ryan Moore        | Sir Michael Stoute | Cheveley Park Stud            | 3'25"61 |
| 2006                        | Yeats            | M.7  | Irlande     | Sadler's Wells     | Michael Kinane    | Aidan O'Brien      | Sue Magnier & Diane Nagle     | 3'21"55 |
| 2005                        | Distinction      | H.6  | Royaume-Uni | Danehill           | Michael Kinane    | Michael Stoute     | Élisabeth II d'Angleterre     | 3'29"56 |
| 2004                        | Darasim          | H.6  | Royaume-Uni | Kahyasi            | Joe Fanning       | Mark Johnston      | Markus Graff                  | 3'26"93 |
| 2003                        | Persian Punch    | H.10 | Royaume-Uni | Persian Heights    | Martin Dwyer      | David Elsworth     | Jeff Smith                    | 3'27"86 |
| 2002                        | Jardines Lookout | H.5  | Royaume-Uni | Fourstars Allstars | Michael Kinane    | Alan Jarvis        | Ambrose Turnbull              | 3'21"63 |
| 2001                        | Persian Punch    | H.8  | Royaume-Uni | Persian Heights    | Richard Quinn     | David Elsworth     | Jeff Smith                    | 3'27"09 |
| 2000                        | Royal Rebel      | H.4  | Royaume-Uni | Robellino          | Michael Kinane    | Mark Johnston      | Peter Savill                  | 3'31"71 |

### Vainqueurs précédents
- 1812 - Shoestrings
- 1813 - Camerton
- 1814 - Banquo
- 1815 - pas de course
- 1816 - Scarecrow
- 1817–24 - pas de course
- 1825 - Cricketer
- 1826 - Stumps
- 1827 - Link Boy
- 1828 - Miss Craven
- 1829 - Fleur de Lis
- 1830 - Fleur de Lis
- 1831 - Priam
- 1832 - Priam
- 1833 - Rubini
- 1834 - Glencoe
- 1835 - Rockingham
- 1836 - Hornsea
- 1837 - Carew
- 1838 - Harkaway
- 1839 - Harkaway
- 1840 - Beggarman
- 1841 - Charles the Twelfth
- 1842 - Charles the Twelfth
- 1843 - Hyllus
- 1844 - Alice Hawthorn
- 1845 - Miss Elis
- 1846 - Grimston
- 1847 - The Hero
- 1848 - Van Tromp
- 1849 - Canezou
- 1850 - Canezou
- 1851 - Nancy
- 1852 - Kingston
- 1853 - Jouvence
- 1854 - Virago
- 1855 - Baroncino
- 1856 - Rogerthorpe
- 1857 - Monarque
- 1858 - Saunterer
- 1859 - The Promised Land
- 1860 - Sweetsauce
- 1861 - Starke
- 1862 - Tim Whiffler
- 1863 - Isoline
- 1864 - Dollar
- 1865 - Ely
- 1866 - The Duke
- 1867 - Vauban
- 1868 - Speculum
- 1869 - Restitution
- 1870 - Siderolite
- 1871 - Shannon
- 1872 - Favonius
- 1873 - Flageolet
- 1874 - Doncaster
- 1875 - Aventuriere
- 1876 - New Holland
- 1877 - Hampton
- 1878 - Kincsem
- 1879 - Isonomy
- 1880 - Dresden China
- 1881 - Madame du Barry
- 1882 - Friday
- 1883 - Border Minstrel
- 1884 - St. Simon
- 1885 - Althorp
- 1886 - The Bard
- 1887 - Savile
- 1888 - Rada
- 1889 - Trayles
- 1890 - Philomel
- 1891 - Gonsalvo
- 1892 - Martagon
- 1893 - Barmecide
- 1894 - Kilsallaghan
- 1895 - Florizel II
- 1896 - Count Schomberg
- 1897 - Count Schomberg
- 1898 - King's Messenger
- 1899 - Merman
- 1900 - Mazagan
- 1901 - Fortunatus
- 1902 - Perseus
- 1903 - Rabelais
- 1904 - Saltpetre
- 1905 - Red Robe
- 1906 - Plum Tree
- 1907 - The White Knight
- 1908 - Radium
- 1909 - Carrousel
- 1910 - Magic
- 1911 - Kilbroney
- 1912 - Tullibardine
- 1913 - Catmint
- 1914 - Son-in-Law
- 1919 - Queen's Square
- 1920 - Mount Royal
- 1921 - Bucks
- 1922 - Flamboyant
- 1923 - Triumph
- 1924 - Teresina
- 1925 - Cloudbank
- 1926 - Glommen
- 1927 - Dark Japan
- 1928 - Kinchinjunga
- 1929 - Old Orkney
- 1930 - Brown Jack
- 1931 - Salmon Leap
- 1932 - Brulette
- 1933 - Sans Peine
- 1934 - Loosestrife
- 1935 - Tiberius
- 1936 - Cecil
- 1937 - Fearless Fox
- 1938 - Epigram
- 1939 - Dubonnet
- 1946 - Marsyas
- 1947 - Monsieur l'Amiral
- 1948 - Tenerani
- 1949 - Alycidon
- 1950 - Val Drake
- 1951 - Pan
- 1952 - Medway
- 1953 - Souepi
- 1954 - Blarney Stone
- 1955 - Double Bore
- 1956 - Zarathustra
- 1957 - Tenterhooks
- 1958 - Gladness
- 1959 - Dickens
- 1960 - Exar
- 1961 - Predominate
- 1962 - Sagacity
- 1963 - Trelawny
- 1964 - Raise You Ten
- 1965 - Apprentice
- 1966 - Gaulois
- 1967 - Wrekin Rambler
- 1968 - Ovaltine
- 1969 - Richmond Fair
- 1970 - Parthenon
- 1971 - Rock Roi
- 1972 - Erimo Hawk
- 1973 - Proverb
- 1974 - Proverb
- 1975 - Girandole
- 1976 - Mr Bigmore
- 1977 - Grey Baron
- 1978 - Tug of War
- 1979 - Le Moss
- 1980 - Le Moss
- 1981 - Ardross
- 1982 - Heighlin
- 1983 - Little Wolf
- 1984 - Gildoran
- 1985 - Valuable Witness
- 1986 - Longboat
- 1987 - Sergeyevich
- 1988 - Sadeem
- 1989 - Mazzacano
- 1990 - Lucky Moon
- 1991 - Further Flight
- 1992 - Further Flight
- 1993 - Sonus
- 1994 - Tioman Island
- 1995 - Double Trigger
- 1996 - Grey Shot
- 1997 - Double Trigger
- 1998 - Double Trigger
- 1999 - Kayf Tara